# Ion Cuțelaba
Ion Cuțelaba (n. 14 decembrie 1993, Chișinău, Republica Moldova) este un artist marțial mixt profesionist din Republica Moldova care concurează în divizia semigrea a Ultimate Fighting Championship (UFC).

## Biografie
S-a născut și a crescut la Chișinău, unde a început să se antreneze și să concureze în lupta greco-romană în adolescență. În plus, a concurat la sambo și judo, devenind campion național la ambele. În 2012, reprezentând Moldova, a terminat pe primul loc la categoria de greutate de 90 de kg a Campionatelor Europene de Sambo. 

## Carieră de arte marțiale mixte

### Cariera timpurie
Cuțelaba și-a făcut debutul profesional în aprilie 2012, concurând preponderent pentru promoțiile regionale din Europa de Est, unde a acumulat un record de 11-1 (1) înainte de a semna cu UFC în primăvara anului 2016.

### Ultimate Fighting Championship

#### 2016
A făcut debutul promoțional împotriva lui Misha Cirkunov⁠(d) pe 18 iunie 2016 la UFC Fight Night 89. A pierdut lupta prin supunere în runda a treia.
La 1 octombrie 2016 l-a înfruntat pe Jonathan Wilson⁠(d) la UFC Fight Night 96. A câștigat lupta prin decizie unanimă.
Cuțelaba s-a confruntat apoi cu Jared Cannonier⁠(d) pe 3 decembrie 2016 în Finala Ultimate Fighter 24. A pierdut lupta prin decizie unanimă. Ulterior, ambii luptători au fost premiați pentru Lupta Nopții.

#### 2017
LA 11 iunie 2017 s-a confruntat cu Henrique da Silva⁠(d) la UFC Fight Night 110. A câștigat lupta prin Knockout⁠(d) în minutul de deschidere al primei runde.
Cuțelaba era de așteptat să se confrunte cu Gadjimurad Antigulov pe 4 noiembrie 2017 la UFC 217. Cu toate acestea, Antigulov a refuzat lupta pe 26 septembrie, motivând o accidentare și a fost înlocuit de nou-venitul Michał Oleksiejczuk⁠(d). La rândul său, după cântăriri, Cuțelaba a fost retras de la eveniment de către USADA⁠(d) din cauza unei potențiale încălcări a politicii antidoping care a rezultat din prebele sale. A fost suspendat provizoriu, iar lupta a fost anulată. USADA a emis o suspendare de șase luni pentru terapia cu ozon care implică o transfuzie de sânge, fapt interzis în conformitate cu lista Agenției Mondiale Antidoping (WADA). Cuțelaba a devenit eligibil să lupte din nou pe 6 mai 2018.

#### 2018
Lupta cu Antigulov a avut loc în cele din urmă pe 28 iulie 2018 la UFC pe Fox 30. Cuțelaba a câștigat lupta prin TKO în prima rundă.

#### 2019
Cuțelaba era programat să se confrunte cu Glover Teixeira⁠(d) pe 19 ianuarie 2019 la UFC pe ESPN + 1. Cu toate acestea, pe 10 ianuarie 2019, Cuțelaba a fost scos din luptă din cauza unei accidentări. Perechea a fost reprogramată pentru a se întâlni la UFC Fight Night: Jacaré vs. Hermansson pe 27 aprilie 2019. A pierdut lupta prin Rear naked choke⁠(d) în runda a doua.
Pe 28 septembrie 2019 s-a confruntat cu Khalil Rountree Jr.⁠(d) la UFC pe ESPN + 18. A câștigat prin TKO în prima rundă.

#### 2020
Cuțelaba s-a confruntat cu Magomed Ankalaev⁠(d) pe 29 februarie 2020 la UFC Fight Night 169. A pierdut controversat lupta prin TKO în prima rundă. Pierderea a fost controversată, deoarece arbitrul Kevin MacDonald a oprit lupta prematur, crezând că Cuțelaba este aproape de TKO, în timp ce Cuțelaba a protestat imediat, motivând că se prefăcea. Oprirea a fost considerată în mod universal teribilă de către anunțatori de evenimente, experți MMA și luptători UFC. Ulterior, comisia atletică din Virginia a revizuit oprirea controversată, respingând apelul, rezultând astfel în victoria eliminatorie tehnică pentru Ankalaev.
Din cauza controversatei opriri, UFC a rezervat din nou perechea pe 18 aprilie 2020 pentru a se întâlni la UFC 249. Cu toate acestea, Ankalaev a fost forțat să se retragă de la eveniment din cauza restricțiilor de călătorie pandemică, iar Cuțelaba a fost retras de la eveniment și era programat să-l înfrunte pe Ovince Saint Preux⁠(d) pe 25 aprilie 2020. Cu toate acestea, pe 9 aprilie, Dana White⁠(d), președintele UFC a anunțat că acest eveniment a fost amânat pentru o dată viitoare. Revanșa cu Ankalaev era de așteptat să aibă loc pe 15 august 2020 la UFC 252. Cu toate acestea, în ziua evenimentului, lupta a fost din nou anulată după ce Cuțelaba a fost testat pozitiv pentru COVID-19. Lupta a fost reprogramată pentru a treia oară pentru 24 octombrie 2020 la UFC 254. A pierdut lupta prin TKO în prima rundă.

#### 2021
Cuțelaba era programat să se confrunte cu Devin Clark⁠(d) pe 1 mai 2021 la UFC pe ESPN: Reyes vs. Procházka, cu toate acestea, Clark a ieșit din eveniment, motivând o accidentare, și a fost înlocuit de Dustin Jacoby⁠(d). Cuțelaba a dominat prima rundă, cu toate acestea Jacoby a revenit în a doua și a treia rundă, lupta încheindu-se cu o remiză.

## Viața personală
Ion și soția sa Olga au două fiice: Amelia (n. 2014) și Leea (n. 2021).

## Campionate și realizări

### Arte marțiale mixte
- Ultimate Fighting Championship
  - Fight of the Night vs. Jared Cannonier⁠(d)

### Sambo
- Federația Europeană de Combat Sambo
  - Campionatele europene de luptă Sambo din 2012  (90 kg)

## Record mixt de arte marțiale
| Rezultate profesioniste |             |               |
| 32 meciuri              | 19 victorii | 11 înfrângeri |
| Prin knockout           | 13          | 3             |
| Prin predare            | 3           | 4             |
| La puncte               | 3           | 3             |
| Prin discualificare     | 0           | 1             |
| Remize                  | 1           | 1             |
| Nu s-a disputat         | 1           | 1             |

| Rezultat   | La general  | Adversar               | Metodă                            | Eveniment                                            | Data               | Runda | Timp | Locația                              | Note |
| ---------- | ----------- | ---------------------- | --------------------------------- | ---------------------------------------------------- | ------------------ | ----- | ---- | ------------------------------------ | ---- |
| Înfrângere | 19–11–1 (1) | Modestas Bukauskas     | Decizie (split)                   | UFC 315                                              | 10 mai 2025        | 3     | 5:00 | Montreal, Quebec, Canada             |      |
| Victorie   | 19–10–1 (1) | İbo Aslan              | Predare (arm-triangle choke)      | UFC Fight Night: Cejudo vs. Song                     | 22 februarie 2025  | 1     | 2:51 | Seattle, Washington, Statele Unite   |      |
| Victorie   | 18–10–1 (1) | Ivan Erslan            | Decizie (split)                   | UFC Fight Night: Moicano vs. Saint Denis             | 28 septembrie 2024 | 3     | 5:00 | Paris, Franța                        |      |
| Înfrângere | 17–10–1 (1) | Philipe Lins           | Decizie (unanimă)                 | UFC 299                                              | 9 martie 2024      | 3     | 5:00 | Miami, Florida, Statele Unite        |      |
| Victorie   | 17–9–1 (1)  | Tanner Boser           | TKO (pumni)                       | UFC on ESPN: Holloway vs. Allen                      | 15 aprilie 2023    | 1     | 2:05 | Kansas City, Missouri, Statele Unite |      |
| Înfrângere | 16–9–1 (1)  | Kennedy Nzechukwu      | TKO (flying knee and punches)     | UFC Fight Night: Nzechukwu vs. Cuțelaba              | 19 noiembrie 2022  | 2     | 1:02 | Las Vegas, Nevada, Statele Unite     |      |
| Înfrângere | 16–8–1 (1)  | Johnny Walker          | Predare (rear-naked choke)        | UFC 279                                              | 10 septembrie 2022 | 1     | 4:37 | Las Vegas, Nevada, Statele Unite     |      |
| Înfrângere | 16–7–1 (1)  | Ryan Spann             | Predare (guillotine choke)        | UFC on ESPN: Błachowicz vs. Rakić                    | 14 mai 2022        | 1     | 2:22 | Las Vegas, Nevada, Statele Unite     |      |
| Victorie   | 16–6–1 (1)  | Devin Clark            | Decizie (unanimă)                 | UFC Fight Night: Smith vs. Spann                     | 18 septembrie 2021 | 3     | 5:00 | Las Vegas, Nevada, Statele Unite     |      |
| Remiză     | 15–6–1 (1)  | Dustin Jacoby⁠(d)       | Remiză (decizie împărțită)        | UFC on ESPN: Reyes vs. Procházka                     | 1 mai 2021         | 3     | 5:00 | Las Vegas, Statele Unite             |      |
| Înfrângere | 15–6 (1)    | Magomed Ankalaev⁠(d)    | KO (pumni)                        | UFC 254                                              | 24 octombrie 2020  | 1     | 4:19 | Abu Dhabi, EAU                       |      |
| Înfrângere | 15–5 (1)    | Magomed Ankalaev⁠(d)    | TKO (lovituri cu capul și pumnii) | UFC Fight Night: Benavidez vs. Figueiredo            | 29 februarie 2020  | 1     | 0:38 | Norfolk, Statele Unite               |      |
| Victorie   | 15–4 (1)    | Khalil Rountree Jr.⁠(d) | TKO (lovituri cu cotul)           | UFC Fight Night: Hermansson vs. Cannonier            | 28 septembrie 2019 | 1     | 2:35 | Copenhaga, Danemarca                 |      |
| Înfrângere | 14–4 (1)    | Glover Teixeira⁠(d)     | Supunere (rear-naked choke)       | UFC Fight Night: Jacaré vs. Hermansson               | 27 aprilie 2019    | 2     | 3:37 | Sunrise, Statele Unite               |      |
| Victorie   | 14–3 (1)    | Gadjimurad Antigulov   | TKO (pumni și coate)              | UFC on Fox: Alvarez vs. Poirier 2                    | 28 iulie 2018      | 1     | 4:25 | Calgary, Canada                      |      |
| Victorie   | 13–3 (1)    | Henrique da Silva⁠(d)   | KO (pumni)                        | UFC Fight Night: Lewis vs. Hunt                      | 11 iunie 2017      | 1     | 0:22 | Auckland, Noua Zeelandă              |      |
| Înfrângere | 12–3 (1)    | Jared Cannonier⁠(d)     | Decizie (unanimă)                 | The Ultimate Fighter: Tournament of Champions Finale | 3 decembrie 2016   | 3     | 5:00 | LAs Vegas, Statele Unite             |      |
| Victorie   | 12–2 (1)    | Jonathan Wilson⁠(d)     | Decizie (unanimă)                 | UFC Fight Night: Lineker vs. Dodson                  | 1 octombrie 2016   | 3     | 5:00 | Portland, Statele Unite              |      |
| Înfrângere | 11–2 (1)    | Misha Cirkunov⁠(d)      | Supunere (sufocare braț-triunghi) | UFC Fight Night: MacDonald vs. Thompson              | 18 iunie 2016      | 3     | 1:22 | Ottawa, Canada                       |      |
| Victorie   | 11–1 (1)    | Malik Merad            | KO (pumni)                        | WWFC: Cage Encounter 4                               | 19 septembrie 2015 | 1     | 0:08 | Paris, Franța                        |      |
| Victorie   | 10–1 (1)    | Vitali Ontishchenko    | Supunere (omoplata)               | WWFC: Cage Encounter 3                               | 4 aprilie 2015     | 1     | 2:37 | Kiev, Ucraina                        |      |
| Victorie   | 9–1 (1)     | Yuri Gorbenko          | TKO (pumni)                       | WWFC: Ukraine Selection 5                            | 28 februarie 2015  | 1     | 1:10 | Kiev, Ucraina                        |      |
| Victorie   | 8–1 (1)     | Izidor Bunea           | TKO (pumni)                       | WWFC: Cage Encounter 2                               | 13 decembrie 2014  | 1     | 1:13 | Chișinău, Moldova                    |      |
| Victorie   | 7–1 (1)     | Alexandru Stoica       | KO (pumn)                         | WWFC: Cage Encounter 1                               | 14 iunie 2014      | 1     | 0:07 | Chișinău, Moldova                    |      |
| Victorie   | 6–1 (1)     | Constantin Padure      | KO (pumn)                         | CSA FC: Adrenaline                                   | 4 aprilie 2014     | 1     | 1:05 | Chișinău, Moldova                    |      |
| Victorie   | 5–1 (1)     | Igor Gorkun            | KO (pumn)                         | GEFC: Battle on the Gold Mountain                    | 21 decembrie 2013  | 1     | 0:28 | Ujhorod, Ucraina                     |      |
| Înfrângere | 4–1 (1)     | Michał Andryszak       | DQ (pumni la spatele capului)     | CWFC 58                                              | 24 august 2013     | 1     | 4:07 | Groznîi, Rusia                       |      |
| NC         | 4–0 (1)     | Murod Hanturaev        | NC (eroarea arbitrului)           | Alash Pride: Grand Prix 2013                         | 7 iulie 2013       | 1     | 0:24 | Almatî, Kazahstan                    |      |
| Victorie   | 4–0         | Anatoli Ciumac         | TKO (pumni)                       | ECSF: Battle of Bessarabia                           | 24 martie 2013     | 2     | 0:29 | Chișinău, Moldova                    |      |
| Victorie   | 3–0         | Igor Kukurudziak       | Supunere (omoplata)               | ECSF: Adrenaline                                     | 14 decembrie 2012  | 1     | 0:42 | Chișinău, Moldova                    |      |
| Victorie   | 2–0         | Julian Chilikov        | TKO (pumni)                       | The Battle For Ruse                                  | 22 iunie 2012      | 1     | 0:25 | Ruse, Bulgaria                       |      |
| Victorie   | 1–0         | Daglar Gasimov         | TKO (pumni)                       | CIS: Cup                                             | 5 aprilie 2012     | 1     | 0:27 | Nijni Novgorod, Rusia                |      |